# 입력

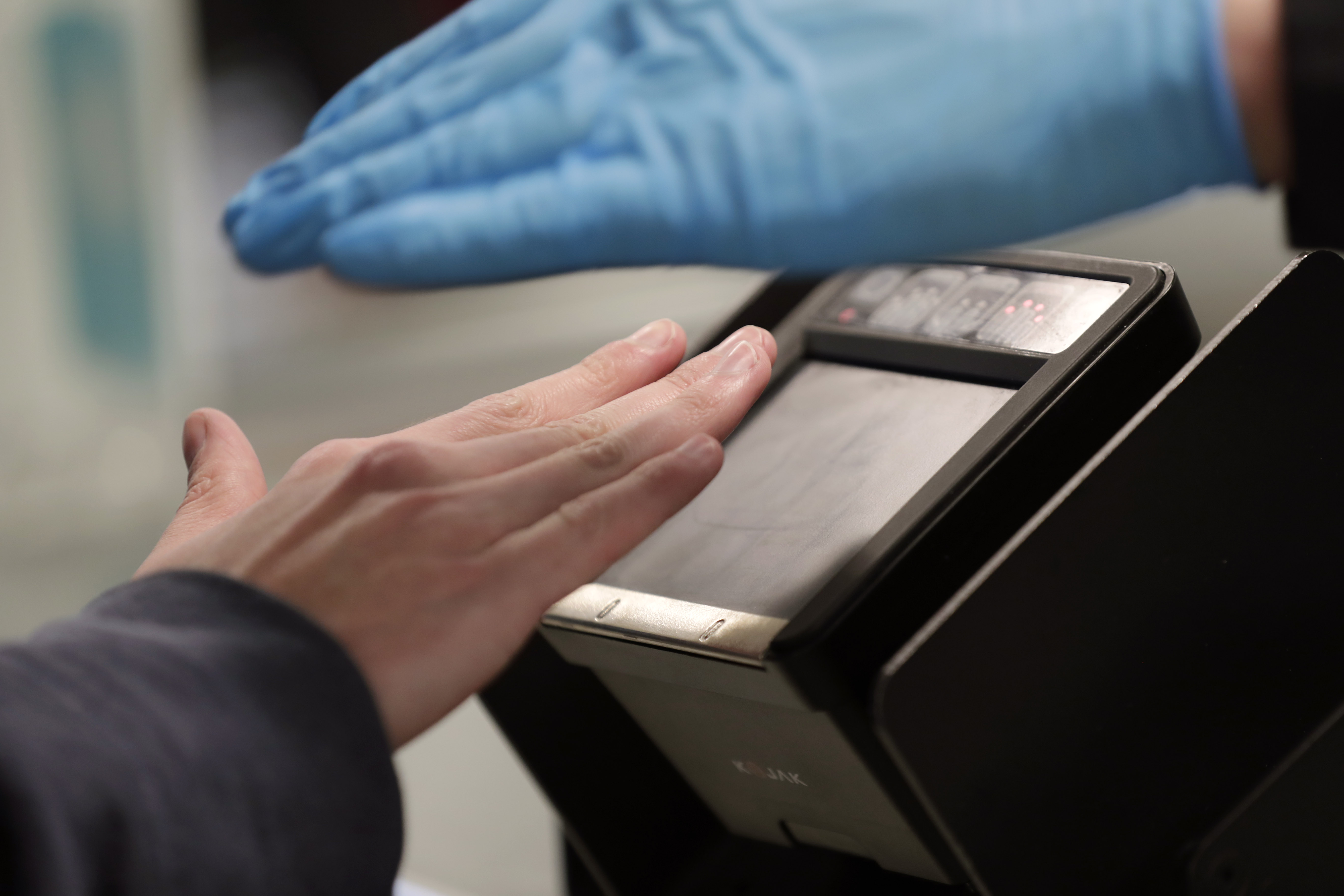
지문 인식기

입력(入力, 영어: input)은 일반적으로 컴퓨터에 무언가를 제공하거나 주는 것이다. 즉, 컴퓨터나 장치가 외부 소스로부터 명령이나 신호를 받을 때 그 이벤트를 장치에 대한 입력이라고 한다.
일부 컴퓨터 장치는 입력 장치로도 분류될 수 있다. 그 이유는 이 장치는 컴퓨터에 명령을 보내는 데 사용되기 때문이다. 컴퓨터 입력 장치의 몇 가지 일반적인 예는 다음과 같다.
- 마우스
- 컴퓨터 자판
- 터치스크린
- 마이크로폰
- 웹캠
- 소프트캠
- 터치패드
- 이미지 스캐너
- 트랙볼

컴퓨터의 많은 내부 부품은 다른 부품에 대한 입력 부품이다. 컴퓨터의 전원 켜기 버튼은 사용자 입력을 받아 추가 처리를 위해 다른 부품으로 보내기 때문에 프로세서나 전원 공급 장치에 대한 입력 부품이다.
많은 컴퓨터 언어에서 키워드 "input"은 비주얼 베이직이나 파이썬과 같이 특수 키워드나 함수로 사용된다. 명령 "input"은 기계에 처리해야 할 데이터를 제공하는 데 사용된다.

## 같이 보기
- 입력기
- 입력 장치
- 입출력
- 출력